# Ecosistema vertical

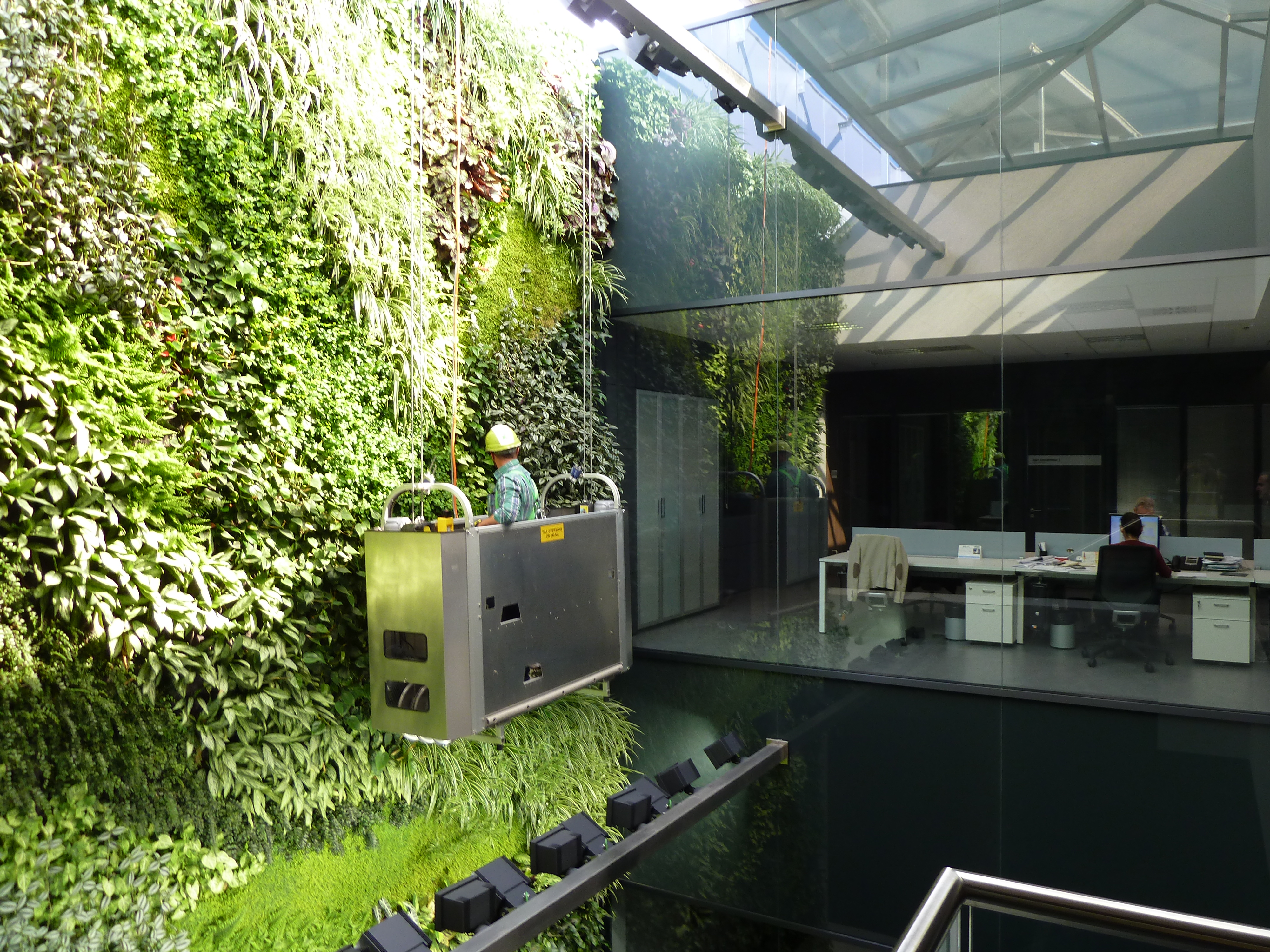
Ecosistema vertical, Alicante

El ecosistema vertical es un sistema de jardinería arquitectónica desarrollado por el biólogo español Ignacio Solano Cabello, a partir del concepto de muro vegetal creado por el francés Patrick Blanc. El sistema está basado en el control domótico de los nutrientes y parámetros del muro vegetal original, añadiendo cepas de bacterias y hongos micorrizas, así como la simbiosis interespecífica en la selección de plantas, creando un ecosistema artificial a partir de sustratos inertes.

## Descripción
El concepto de Ecosistema Vertical nace de la visión conceptual de Ignacio Solano Cabello de que la “jardinería convencional aplicada a los jardines verticales no corresponde al desarrollo ni a la dinámica que define a un ecosistema”. Este nuevo enfoque enriquece el anterior arquetipo y considera el Jardín Vertical como la relación que se establece entre un conjunto de organismos vivos, la biocenosis, habitando un componente físico, el biotopo. En el caso de los ecosistemas verticales desarrollados por Solano, la biocenosis la constituyen las plantas, hongos, bacterias y animales en interacción con el sustrato artificial (biotopo) que incorpora para su desarrollo. Este  sustrato  proporciona al ecosistema la resistencia adecuada para servir un biotopo de alta durabilidad.

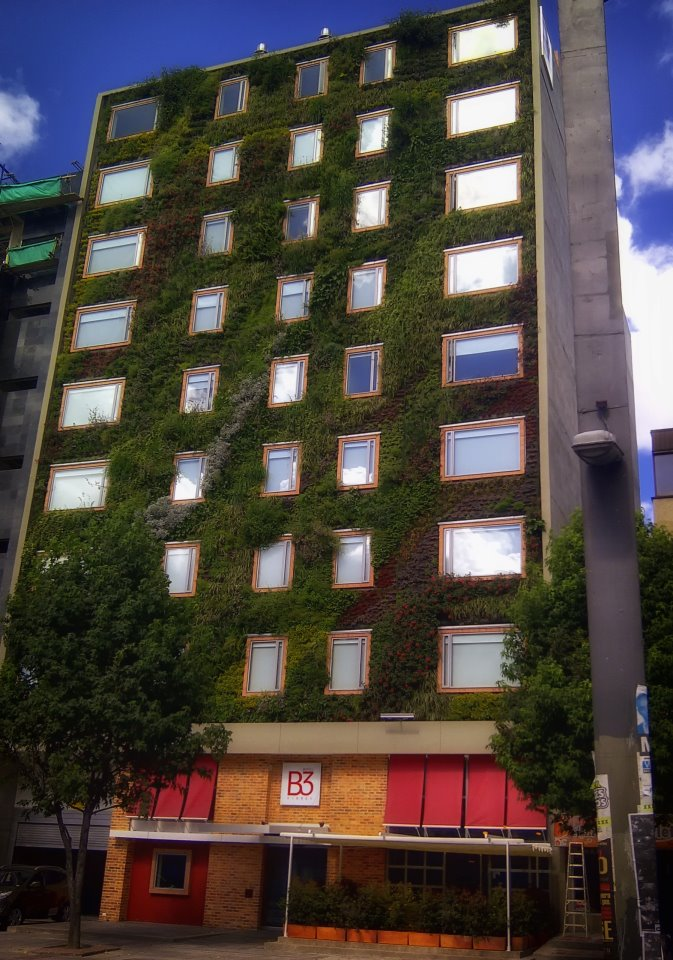
Hotel Gaia 3, en Bogotá, Colombia. Su pared tiene más de 25.000 plantas de 55 especies diferentes repartidas en 400 metros cuadrados de fachada.

Entre los factores abióticos que influyen en los ecosistemas verticales, es decir, el sustrato y sus condiciones ambientales, las características físico-químicas que posee el medio son determinantes. La textura, la porosidad y la profundidad del sustrato, lo que en un ecosistema natural serían los factores edáficos, han sido testados hasta encontrar los materiales fitogenerantes que permitan el grado de absorción y de humedad perfecto para el desarrollo de la vida de más de 40 familias de plantas representadas por cerca de 120 especies.

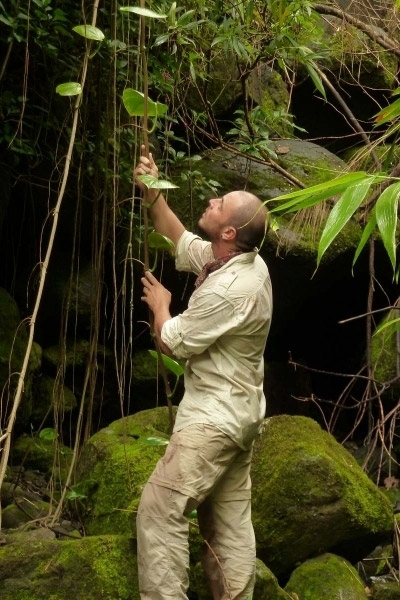
Ignacio Solano, el creador del ecosistema vertical.

Los factores ambientales como la luz, la temperatura y la humedad son controlados por sistemas automatizados en ecosistemas verticales de interior. En aquellos ecosistemas ubicados en exteriores se precisa del estudio y análisis de las variables naturales propias de la zona, en combinación con un el estudio del comportamiento de las numerosas especies vegetales que incorpora al biotopo en cada localización. La selección y combinación de especies es una de las claves principales para su correcto desarrollo. Esto es conocido como alelopatía positiva.
Los factores hídricos como el pH, la conductancia del agua, los gases disueltos o la salinidad, son equilibrados con precisión para que el sistema hidropónico funcione a su máximo rendimiento. El objetivo que busca este sistema es incorporar de manera progresiva y constante todos los nutrientes y micronutrientes imprescindibles para la salud de las plantas y por tanto del ecosistema. Para controlar todas estas variables, el ecosistema vertical implementa un sistema de sensores y avisadores que informan en tiempo real de cualquier anomalía en las mediciones correctas, pudiendo monitorear y controlar de modo remoto todo el conjunto.
Los ecosistemas verticales fomentan que las especies de plantas, hongos y bacterias se encuentren en un ambiente de recursos casi ilimitados, generando interacciones propicias para el desarrollo del conjunto. De esta forma, se produce un crecimiento sano y exponencial en su evolución hasta conseguir ajustar el ecosistema a su valor máximo, conocido como la capacidad de carga: la cantidad óptima de vida interactuando sin estrés en un espacio limitado en busca de los mutualismos y las asociaciones intraespecíficas e interespecíficas, en las que todos los implicados obtienen beneficio.
El éxito de un ecosistema vertical depende del control y manejo de los factores abióticos y bióticos que limitan el aumento de las poblaciones de plantas, el dominio de lo que se denomina la resistencia ambiental. 
Los ecosistemas verticales, al alargar de manera considerable la vida de las especies plantadas respecto a sus versiones anteriores, redundan en los beneficios propios de un jardín vertical tradicional: la absorción de CO2, metales pesados y polvo; su utilidad como aislante térmico natural y como reductor de la contaminación acústica, entre otros.